# Місія Блазня
«Місія Блазня» (англ. Fool's Errand) — роман американської письменниці Маргарет Ліндгольм, написаний під псевдонімом Робін Гобб, перший у її серії «Трилогія про Світлу людину» (англ. The Tawny Man Trilogy). Написаний у формі розповіді від третьої особи. Роман був опублікований 2002 року у видавництві HarperVoyager.
Дія відбувається у всесвіті Елдерлінгів після подій серії «Торговці живих кораблів» (англ. The Liveship Traders) та є прямим продовженням серії «Трилогія про Провісників» (англ. The Farseer Trilogy). Історії персонажів продовжуються у наступних романах трилогії «Золотий Блазень» (англ. Golden Fool) та «Доля Блазня» (англ. Fool's Fate), а також серії «Трилогія про Фітца і Блазня» (англ. The Fitz and the Fool Trilogy). Події серії «Хроніки дощових нетрів» (англ. The Rain Wilds Chronicles) відбуваються в тому самому світі.
Минуло п'ятнадцять років після перемоги Шести герцогств над Піратами з Червоних кораблів. В королівстві править королева-регент Кетрікен, якій допомагає колишній вчитель Фітца Чейд. Королівство готується до весілля спадкоємця корони принца Дьютифула з нарческою Зовнішніх островів. Фітц Чіверлі, якого всі вважають мертвим, живе в маленькому котеджі подалі від політики з Нічним вовком та хлопчиком-сиротою. Його особа досі викликає трепет у жителів королівства, які вважають його перевертнем та вбивцею. Спокійне життя Фітца закінчується, коли на порозі його будинку з'являється Блазень з важливим повідомленням. Перед власним весіллям зник принц і, здається, Фітц єдиний, хто здатен знайти його.

## Сюжет
Фітц Чіверлі живе під ім'ям Тома Баджерлока в віддаленій від Баккіпа місцині з вихованцем Недом та Нічним вовком. Єдиною людиною з якою він підтримує зв'язок є менестрель. Одного разу вранці, коли Нед від'їжджає до Баккіпа на свято біля дверей хатини з'являється Чейд з проханням знову зайняти місце королівського вбивці. Фітц відмовляє, а Чейд повертається розчарований. Незабаром, Фітц зустрічає ще одну людину з колишнього життя: в лісі з'являється елегантний шляхтич із русявим волоссям і бурштиновою шкірою. Фітц впізнає в ньому королівського Блазня. Білий пророк знову потребує свого каталізатора, щоб врятувати долю світу. Фітц відмовляється знову втягуватися в інтриги, які принесли стільки страждання та посіяли смерть у його житті, але Блазень повторює, що вони все одно пройдуть цими шляхами. Після кількох днів проведених разом, Блазень виїжджає в Баккіп, він планує представлятись лордом Ґолденом, дворянином з екзотичного південного міста Джамелія. Фітц твердо вирішує залишитися, незважаючи на сумніви, що посіяли в ньому візити Чейда та Блазня.
Через кілька днів після від'їзду Блазня Фітца терміново викликають до Баккіпа. Він залагоджує всі справи з будинком та виїжджає до Баккіпа. Прибувши до замку, Том Баджерлок наймається слугою та охоронцем до лорда Ґолдена. Йому доводиться якнайшвидше пригадати свої колишні навички, щоб розібратися зі справою через яку він опинився у Баккіпі: принц Шести герцогств, майбутній король, зник через два тижні після заручин із Нарческою із Західних островів. Але анонімні повідомлення, передані королеві, викликають підозри, що принцу Дьютифулу загрожує небезпека. До того ж принц, як і Фітц, володіє магією Скіллу і магією Віту. З'ясовується, що принц потрапив до рук радикальної групи тих, хто володіє магією Віту. Необачно встановивши кровний зв'язок із мисливською кішкою з духом мертвої жінки всередині, яку контролював Барден, Дьютифул втік із замку і опинився в полоні.
Фітц разом із Блазнем натрапляють на слід зниклого принца: в нагоді їм стають здібності Фітца до Скіллу та Віту. Разом з Нічним вовком, Блазнем та мисливцем королеви Лорел, Фітц Чіверлі терміново вирушає на пошуки принца. Дьютифула потрібно встигнути повернути в замок до приїзду Нарчески для запобігання дипломатичному скандалу з Островами. Знайшовши групу Бордена, Фітц перемагає його та викрадає принца. Проте їм не вдається втекти від переслідування і Фітц йде на відчайдушний крок: проходить через колону Скілла, взявши з собою лише принца, який теж може використовувати ці магічні конструкції завдяки своїм здібностям. Лорда Ґолден і вовк захоплюють в полон.
Скілл-колона переносить Фітца та Дьютифула на Острів Скарбів, де вони знаходять реліквії: Фітц — низку пір'їн, Дьютифул — фігурку. Фітц переконує принца у злих намірах групи Бордена і мисливської кішки. Рятуючись від нападу істот (богобоязких) Фітц проводить принца назад через колону. Вони знаходять групу Бордена і Фітц намагається домовитись про звільнення своїх друзів. За допомогою збоченого використання магії Віту дух мертвої жінки покидає тіло кішки з наміром заволодіти тілом принца. Кішка, знову ставши собою, благає позбавити її життя поки не пізно і Фітц робить це. Привид жінки гине разом з кішкою. Зав'язується бійка, в якій Фітц відсікає руку Бордену. Він рятується втечею. Нічний вовк гине від отриманих поранень.
Лорд Ґолден, його слуга Тома Баджерлок та Лорел повертають принца Дьютифула до Баккіпа вчасно, тим самим рятуючи дипломатичні стосунки з делегацією з Островів.

## Реакція
Письменник Джордж Р. Р. Мартін вважає, що «в сучасній багатій фантастичній літературі книги Робін Гобб схожі на справжні діаманти в морі циркону». SF Site зазначає, що «хоча роман і є початком нової трилогії […], цей роман, безумовно, має єдність і остаточність, за що багато читачів будуть вдячні».
Infinity Plus зазначає, що «це поступова і багата реконструкція деяких старих улюблених персонажів, що має свої драматичні та напружені моменти», але розчаровується тим, що «події передбачити досить легко».